# Bürgerkrieg in Äthiopien ab 2020

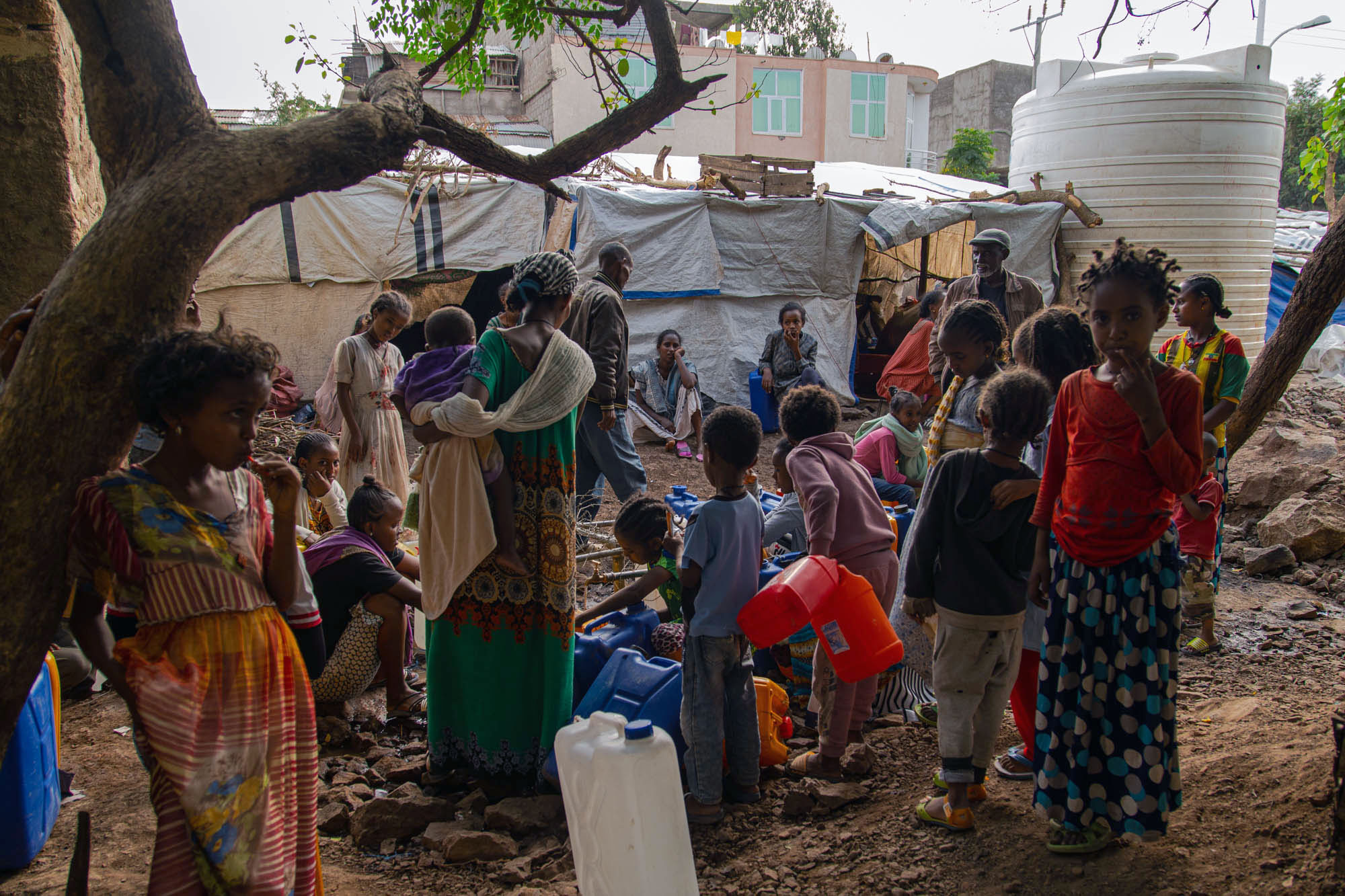
Flüchtlinge in Shire, 11. Juni 2021

Ab November 2020 begann ein militärisch ausgetragener Konflikt in der äthiopischen Region Tigray, der sich später auf weitere Teile des Landes ausbreitete. Er wurde zuerst in den Medien als Tigray-Konflikt bezeichnet, später auch als Bürgerkrieg. Ausgetragen wird er in den Regionen Tigray, Amhara und Afar im Norden Äthiopiens.
Die hauptsächlichen Bürgerkriegsparteien sind auf der einen Seite die Milizen der von der Zentralregierung Äthiopiens abgesetzten Regionalregierung von Tigray – an der Spitze die Volksbefreiungsfront von Tigray (TPLF). Auf der anderen Seite die Äthiopischen Streitkräfte (ENDF) sowie Milizen aus der Nachbarregion Amhara und die Streitkräfte Eritreas (EDF).
Etwa 500.000 Menschen wurden Schätzungen zufolge in dem Krieg getötet und mindestens zwei Millionen Menschen in die Flucht getrieben.

## Beginn des Konflikts und Entwicklung 2020
Der Konflikt nahm seinen Ursprung, als der äthiopische Ministerpräsident Abiy Ahmed – der 2019 für seine Aussöhnungspolitik mit Eritrea mit dem Friedensnobelpreis ausgezeichnet wurde – die im August 2020 geplante landesweite Parlamentswahl sowie die Regionalwahlen unter Verweis auf die COVID-19-Pandemie in Äthiopien absagte. Die Regionalregierung Tigrays war mit dem Verbot der Regionalwahl nicht einverstanden und hielt sie dennoch ab, was Abiy als illegal einstufte. Bei der Wahl in Tigray am 9. September 2020 gewann die TPLF fast alle Sitze.
Als Hintergrund der Auseinandersetzung zwischen Zentral- und Regionalregierung wurde von vielen Kommentatoren der zunehmende Einflussverlust der TPLF auf die äthiopische Zentralregierung unter Abiy Ahmed angesehen. Die TPLF-Regionalregierung ließ Paraden der mit AK-47-Sturmgewehren und RPG-Granatwerfern ausgerüsteten Polizeikräfte Tigrays abhalten und warf Premierminister Ahmed vor, ein zentralistisches Regime in Äthiopien einrichten zu wollen und illegal im Amt zu sein, da seine Amtszeit aufgrund der verschobenen Parlamentswahl verlängert worden war.
Nachdem mehrere regionale Armeebasen in Tigray durch Milizen der Regionalregierung übernommen worden waren, eskalierte der Konflikt und Premierminister Ahmed entsandte am 5. November 2020 Truppen zur Verteidigung der angegriffenen Basen, Sicherung der dort befindlichen schweren Waffen und Inhaftierung der führenden TPLF-Mitglieder. Über Tigray wurde ein sechsmonatiger Ausnahmezustand verhängt, und am 7. November 2020 erklärte das äthiopische Parlament die Regionalregierung von Tigray für aufgelöst. Eine internationale Vermittlung zur friedlichen Lösung des Konflikts lehnte Abiy Ahmed im selben Monat ab.
Seit Beginn der Offensive bis zum 12. November 2020 flohen zudem laut UN-Flüchtlingshilfswerk (UNHCR) rund 107.000 Menschen aus der Tigray-Region. Darunter befanden sich mindestens 17.000 Personen, die im benachbarten Sudan Schutz suchten. Nach Angaben von Amnesty International kam es zu Menschenrechtsverbrechen an der Zivilbevölkerung, darunter einem Massaker an hunderten ethnischen Amharas durch eine tigrayische Jugendorganisation in Zusammenarbeit mit örtlichen Milizen am 9. November 2020 im Grenzort Mai Kadra. Zu Beginn des Konflikts sind UN-Schätzungen zufolge rund 22.500 tigrayische Frauen durch Angreifer der ENDF und EDF vergewaltigt worden.
Am 13. November 2020 wurden die Flughäfen von Gonder und Bahir Dar in Amhara von TPLF-Kämpfern mit Raketen beschossen. Außerdem wurden Raketeneinschläge nahe dem Flughafen von Asmara, der Hauptstadt Eritreas, registriert. Nach einem Bericht der Nachrichtenagentur AP wurde von Seiten der Regionalregierung in Tigray der Beschuss bestätigt und als Begründung unter anderem angegeben, dass von der eritreischen Hafenstadt Assab aus Drohnen der Vereinigten Arabischen Emirate im Konflikt eingesetzt worden seien. Die eritreische Regierung bestritt eine Beteiligung am Konflikt, was von Beobachtern jedoch in Zweifel gezogen wurde, und später (im Jahr 2021) von Äthiopiens Zentralregierung eingeräumt wurde. Am 28. November 2020 rückten Truppen der Zentralregierung schließlich in der Provinzhauptstadt Mek’ele ein.

## Verschlimmerung der humanitären Lage 2021

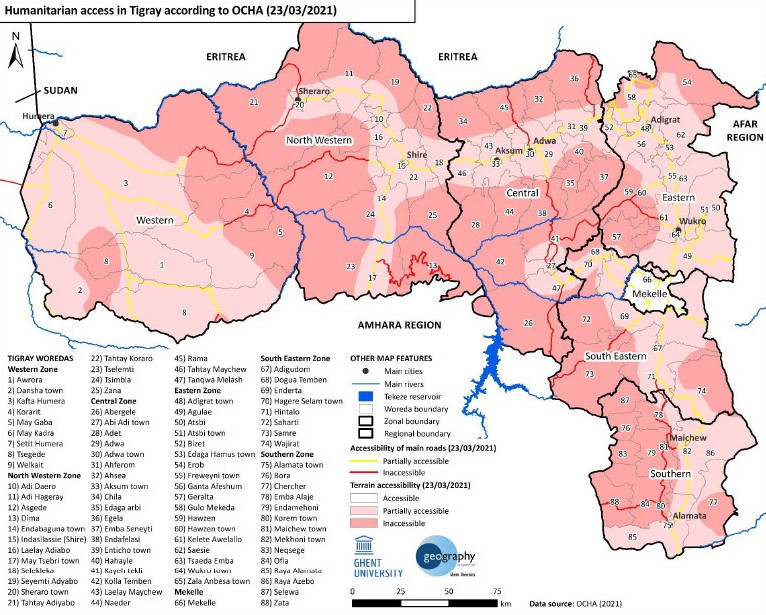
Für Hilfsorganisationen nicht bzw. nur teilweise zugängliche Gebiete in Tigray (23. März 2021)

### Flucht zu Beginn des Jahres
Bis zum 29. Januar 2021 flohen laut Welthungerhilfe bereits über 500.000 Menschen vor den Kämpfen zwischen den ENDF und der TPLF in der Region. Davon suchten mehr als 60.000 Menschen im Sudan Schutz. Zu diesem Zeitpunkt waren nach UN-Angaben zudem 2,3 Mio. Menschen in Tigray auf humanitäre Hilfe angewiesen. Zur Unterstützung der äthiopischen Streitkräfte entsandte der eritreische Präsident Afewerki Soldaten nach Tigray gegen die TPLF, denen hohe Brutalität auch gegen die äthiopische Zivilbevölkerung vorgeworfen wird.

### Belagerung und Blockade von Hilfslieferungen
Der Bürgerkrieg dauerte im Mai 2021 noch an. In der Region kamen aufgrund der Blockade durch die Zentralregierung und der Armee Eritreas nur unzureichend Hilfslieferungen an. Es drohte eine massive Hungersnot. Der selbst aus Tigray stammende Patriarch der Äthiopischen Orthodoxen Kirche Abune Mathias warnte im Mai 2021 vor einem Völkermord in Tigray. Im Frühjahr begannen äthiopische Regierungskräfte auf Anweisung von Abiy Ahmed den Bauern in Tigray ihre Lebensgrundlage zu nehmen, als sie die Agrarinfrastuktur (Bewässerungssysteme und landwirtschaftliche Gerätschaften) zerstörten und den Bauern das Aussäen von Saatgut verboten. Im Juni 2021 warnten die Vereinten Nationen (UNO), dass etwa 2.350.000 Menschen in Tigray unter einer Hungersnot leiden und davon etwa 350.000 durch Unterernährung in Lebensgefahr schweben. Die Regierung Äthiopiens bezeichnete dies als Desinformation und verweigerte der UNO den Zugang zu den Menschen. Abiy erklärte, dass es keinen Hunger gebe, und warnte davor, dass auswärtige Hilfe den Kämpfern aus Tigray wie bei der Hungersnot von 1980 helfen würde, was sich nicht wiederholen dürfe. Im selben Monat, als die Tigray große Teile ihrer Heimat zurückerobert hatten und bis auf rund 200 Kilometer Entfernung an die äthiopische Hauptstadt Addis Abeba herangerückt waren, wies die äthiopische Regierung wichtige Hilfsorganisationen – darunter Ärzte ohne Grenzen (MSF) und die NRC Flüchtlingshilfe – an, die Versorgung der in Not befindlichen Bevölkerung in Tigray einzustellen. Im Juni 2021 wurden außerdem Mitarbeiter von MSF in Tigray getötet.
Der NRC setzte wenig später die Versorgung von landesweit rund 600.000 Menschen aus. Wenig später ließ die äthiopische Regierung LKW-Konvois mit Hilfsgütern an einer Weiterfahrt blockieren und teils plündern. Erst nachdem das World Food Program (WFP) bekannt gab, dass die Vorräte in Tigray ausgingen, ließ die äthiopische Regierung 100 von 170 LKWs mit Hilfsgütern Richtung Tigray passieren. Jedoch beklagten Hilfsorganisationen durch die staatliche Behinderung eine weitere Zunahme der humanitären Katastrophe in Tigray. Es fehle an allem in Tigray, weswegen bereits Patienten in einem Krankenhaus der regionalen Hauptstadt Mekelle aufgrund des Versorgungsmangels starben. Laut Schätzungen des WFP kamen im Sommer 2021 von täglich benötigten hundert LKWs mit Hilfsgütern lediglich 150 LKWs innerhalb von sechs Wochen nach Tigray. Das Kinderhilfswerk der Vereinten Nationen kommentierte im August 2021 zur humanitären Lage in Tigray: „Diese Unterernährungskrise findet inmitten einer systematischen Zerstörung der Lebensmittel-, Gesundheits-, Ernährungs-, Wasser- und Abwasserinfrastruktur statt, auf die Kinder und ihre Familien zum Überleben angewiesen sind“.
Im Juli wurden an den Ufern des Tekeze-Setit Leichen mit Schusswunden und Verstümmelungen angetrieben, die aus der flussaufwärts gelegenen Region West-Tigray stammen. Es gab laut Medienberichten Anzeichen, dass Menschen mit Wurzeln aus Tigray dort aufgrund ihrer Herkunft ausgesondert, eingesperrt und getötet werden.

### Gegenoffensive der TPLF 2021

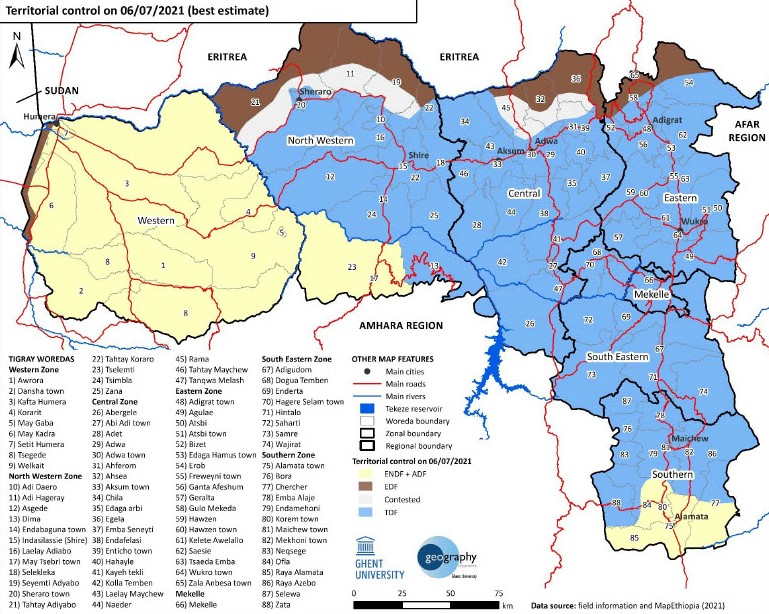
Mutmaßliche territoriale Kontrolle (6. Juli 2021)

Am 28. Juni 2021 gelang es den TPLF-Kämpfern unter dem Kommando von Ex-General Tsadkan Gebretensae nach einer raschen Offensive, die regionale Hauptstadt Mek’ele einzunehmen. Premierminister Abiy Ahmed proklamierte daraufhin einen „humanitären“ Waffenstillstand. Die tigrayischen Rebellen kündigten die Absicht an, ihre Offensive weiter bis nach Eritrea und in das äthiopische Bundesland Amhara fortzusetzen, mit den erklärten Zielen, zum einen die feindlichen Truppen in Tigray derart zu schwächen, dass sie die Belagerung aufgeben müssen, und zum anderen, die eigene Versorgung der tigraischen Bevölkerung mit Hilfsgütern wieder zu ermöglichen. Am Folgetag nahmen sie auch die regionale Stadt Shire ein, nachdem sie von eritreischen Truppen geräumt worden war. Wenig später, als die Kämpfe auch in Amhara und im Nachbarbundesland Afar begannen, rief die Regionalregierung von Amhara zu einer Generalmobilmachung aller Waffen besitzenden Bürger auf. Am 10. August 2021 rief die Zentralregierung von Äthiopien zu einer Generalmobilmachung gegen die TPLF auf. Im selben Monat schloss die TPLF ein Bündnis mit der Oromo Liberation Army (OLA).
Im Oktober begann das äthiopische Militär die tigrayische Hauptstadt Mekele aus der Luft zu bombardieren. Kurz darauf starteten die Tigray Defense Forces (TDF) eine erfolgreiche Gegenoffensive. Ende Oktober vermeldete die OLA die Einnahme der Stadt Kemise.
Am 2. November 2021 wurde infolge des Bürgerkriegs der landesweite Ausnahmezustand ausgerufen. Zuvor hatten die TPLF die Städte Dessie und Kombolcha 250 Kilometer nordöstlich der Hauptstadt Addis Abeba im Bundesland Amhara erobert. Im Monat darauf kündigten die TPLF nach militärischen Niederlagen einen Rückzug aus Amhara und Afar an.

## Waffenstillstand im Frühjahr, Massaker im Sommer, Offensive im Herbst 2022
Am 7. Januar 2022 soll das äthiopische Militär laut TPLF mindestens 56 Menschen durch Drohnenangriffe in einem Flüchtlingslager bei Dedebit getötet haben. Eine Stellungnahme der Regierung gab es vorerst nicht.
Am 10. Januar zielte ein Drohnenangriff auf eine Getreidemühle in der Stadt Mai Tsebri, dem 17 Menschen und 16 Esel zum Opfer fielen, und am 11. Januar starben bei einem Angriff in Hiwane zwei weitere Menschen.
Am 15. Februar 2022 hob das äthiopische Parlament den landesweiten Ausnahmezustand wieder auf.
Am 24. März 2022 rief die Regierung einen „unbefristeten humanitären Waffenstillstand“ aus, der humanitäre Hilfen ermöglichen solle. Die Rebellen in der Region Tigray kündigten an, diesen humanitären Waffenstillstand zu respektieren. Der Waffenstillstand wurde am 24. August 2022 gebrochen, wofür sich beide Konfliktparteien gegenseitig die Schuld gaben. Der staatliche Kommunikationsdienst teilte am 31. August 2022 mit, dass die nordwestlichen Gebiete Wag und Wokqait im Hochland von Amhara von einer Invasion der TPLF betroffen seien.
Am 19. Juni 2022 wurde nahe Gimbi ein Massaker an der Volksgruppe der Amharen verübt, bei dem nach verschiedenen Angaben „mehr als 100“ oder „um die 300“ Zivilisten getötet wurden.
Im Sommer kam es unter US-amerikanischer Schirmherrschaft zu diskret geführten Friedensgesprächen. Diese scheiterten jedoch vorerst am Willen von Isayas Afewerki und Abiy Ahmed. Am 24. August 2022 gingen die Kampfhandlungen weiter.
Nachdem Reuters Mitte September 2022 berichtete, dass Eritrea seine Armee und Reserve mobilisiere, begann Eritrea nach Angaben der Rebellen in Tigray am 20. September 2022 mit einer von äthiopischen Truppen unterstützten Offensive auf Tigray.
Anfang Oktober stimmten die Rebellen in Tigray der Aufnahme von Friedensgesprächen mit der Zentralregierung in Addis Abeba zu. Die Gespräche sollten unter Führung der Afrikanischen Union ab dem 8. Oktober in Südafrika stattfinden. Stattdessen ging der Krieg aber weiter und das Treffen wurde auf den 24. Oktober verschoben. Die Rebellen fordern die sofortige Einstellung der Menschenrechtsverletzungen, die Wiederaufnahme der humanitären Hilfe und den Abzug der eritreischen Truppen aus Tigray. Die Regierung in Addis Abeba erklärte, dass man plane, die Offensive zur Kontrolle der Flughäfen in Tigray fortzusetzen. Vom 24. August bis einschließlich Oktober 2022 starben laut Schätzungen lokaler Beobachter mehr als 100.000 Soldaten. Im Oktober mussten sich die Rebellen aus der Stadt Shire zurückziehen. Sie ist die erste große Stadt, die seit dem Wiederaufflammen der Kämpfe im Jahr 2022 von den Regierungstruppen von Eritrea und Äthiopien erobert wurde. Der US-Hilfsorganisation USAID zufolge wurden auch die Lager für Millionen von Menschen, die durch die Kämpfe vertrieben wurden, angegriffen.

## Waffenstillstand im November 2022, Beginn eines Rückzugs aus Tigray im Januar 2023
Am 2. November 2022 wurde bekannt, dass die Regierung und die Bürgerkriegsparteien einen Waffenstillstand unterzeichnet haben. Bei der Unterzeichnung des Friedensabkommens, das durch die Afrikanische Union vermittelt wurde, war jedoch kein Vertreter Eritreas anwesend gewesen.
Im Januar 2023 wurde vermeldet, dass sich eine Vielzahl eritreischer Soldaten aus zwei Städten in Tigray zurückzogen.

## Kriegsverbrechen
Alle Seiten, besonders aber die ENDF und die EDF, haben während des Bürgerkrieges Kriegsverbrechen verübt.
Besonders katastrophale Auswirkungen hatte die Lebensmittelblockade, die der äthiopische Ministerpräsident Abiy Ahmed von Juni 2021 an gegen die Tigray verhängte, um sie auszuhungern. Hunderttausende Menschen waren Stand Oktober 2022 vom Hungertod bedroht oder bereits gestorben. Das Gesundheitssystem war in den von Regierungstruppen (ENDF und EDF) kontrollierten Gebieten nach Angaben von Gesundheitsbeamten und Ärzten zusammengebrochen. Allein während der Offensive der Regierungstruppen vom 24. August bis Mitte Oktober 2022 wurde mit etwa 100.000 Toten gerechnet.